# Joy Adamson
Joy Adamson (Opava, Áustria-Hungria, 20 de janeiro de 1910 – Quênia, 3 de janeiro de 1980) foi uma naturalista e escritora, conhecida principalmente por seu livro Born Free, o qual descreve suas experiências no salvamento de uma leoa chamada Elsa. Esse livro foi um best-seller internacional, sendo impresso em inúmeros idiomas e transformado em um filme  com o mesmo título vencedor do Óscar. Além disso, Joy foi uma artista completa e muitas de suas pinturas estão expostas em um museu em Nairobi, no Quênia.

### Livros
- Born Free (1960) ISBN 1-56849-551-X
- Elsa: The Story of a Lioness (1961)
- Living Free: The story of Elsa and her cubs (1961) ISBN 0-00-637588-X
- Forever Free: Elsa's Pride (1962) ISBN 0-00-632885-7
- The Spotted Sphinx (1969) ISBN 0-15-184795-9
- Pippa: The Cheetah and her Cubs (1970) ISBN 0-15-262125-3
- Joy Adamson's Africa (1972) ISBN 0-15-146480-4
- Pippa's Challenge (1972) ISBN 0-15-171980-2
- Peoples of Kenya (1975) ISBN 0-15-171681-1
- The Searching Spirit: Joy Adamson's Autobiography. [S.l.]: Ulverscroft Large Print Books. 1 de julho de 1982. ISBN 978-0-7089-0826-6. OCLC 4493290; also, (1978) ISBN 0-00-216035-8
- Queen of Shaba: The Story of an African Leopard (1980) ISBN 0-00-272617-3
- Friends from the Forest (1980) ISBN 0-15-133645-8

### Como ilustradora
- Gardening in East Africa, II edition[3]
- At least six other books depicting the flowers, trees, and shrubs of East Africa[3]

#### Livros de George Adamson
- A Lifetime With Lions. (Autobiography).  Doubleday,1968. ASIN: B0006BQAZW
- Bwana Game: The Life Story of George Adamson, Collins & Harvill (April 1969), ISBN 978-0-00-261051-3
- My Pride and Joy. [S.l.]: (Autobiography). Simon and Schuster. 1987. ISBN 978-0-671-62497-2. OCLC 14586464; also, The Harvill Press (22 September 1986), ISBN 978-0-00-272518-7

#### Livros de outros
- Wild Heart: The Story of Joy Adamson, Author of Born Free by Anne E. Neimark.
- Sleeping With Lions by Netta Pfeifer
- Joy Adamson : Behind the Mask by Caroline Cass.
- The Great Safari: The Lives of George and Joy Adamson by Adrian House

## Filmes
- Born Free
- Living Free
- Elsa & Her Cubs – 25 minutes;[4] Benchmark Films Copyright MCMLXXI by Elsa Wild Animal Appeal and Benchmark Films, Inc.
- Joy Adamson –  About the Adamsons[5] – Producer-Benchmark Films, Inc.
- Joy Adamson's Africa (1977) – 86 minutes[6]
- The Joy Adamson Story (1980) –  Programa com entrevistas com Joy Adamson sobre sua vida e trabalho na Áustria e na África, e sua famosa leoa Elsa. Diretor: Dick Thomsett Production Company: BBC[7]